# Lillesjön (Kölaby socken, Västergötland)
Lillesjön är en sjö i Ulricehamns kommun i Västergötland och ingår i Ätrans huvudavrinningsområde.